# توم سي كلارك
توماس كامبل كلارك (بالإنجليزية: Thomas Campbell Clark)‏ (23 سبتمبر 1899 - 13 يونيو 1977)، وعرف باسم توم سي كلارك، هو محامي من تكساس شغل منصب النائب العام التاسع والخمسين للولايات المتحدة من 1945 إلى 1949. وكان قاضيا مشاركا في المحكمة العليا الولايات المتحدة من 1949 إلى 1967.
ولد كلارك في دالاس، تكساس، وتخرج من كلية الحقوق بجامعة تكساس بعد خدمته في الحرب العالمية الأولى. وقد مارس القانون في دالاس حتى عام 1937، حيث قبل منصبا في وزارة العدل بالولايات المتحدة. أصبح هاري ترومان رئيس الولايات المتحدة في عام 1945، واختار كلارك نائبا عاما. في عام 1949، قام ترومان بترشيح كلارك لملء المقعد الشاغر في المحكمة العليا بعد وفاة القاضي المعاون فرانك ميرفي. وظل كلارك في المحكمة حتى تقاعده في عام 1967، خلفه ثورغود مارشال. تقاعد كلارك حتى يتمكن ابنه، رمزي كلارك، من تولي منصب النائب العام.
خدم كلارك في المحكمة العليا برئاسة فريد فينسون وإيرل وارين. صوت كلارك بأغلبية المحكمة في العديد من القضايا المتعلقة بالفصل العنصري، بما في ذلك قضية براون ضد مجلس التعليم. وكتب رأي الأغلبية في قضية موتيل هارت أوف أتلانتا ضد الولايات المتحدة، والتي أيدت أحكام قانون الحقوق المدنية لعام 1964. كما صوت برأي الأغلبية في قضايا غارنر ضد مجلس الأشغال العامة، شركة جوزيف بورستين ضد ويلسون، ومنطقة أبنغتون التعليمية ضد شيمب.

## روابط خارجية
- توم سي كلارك على موقع IMDb (الإنجليزية)
- توم سي كلارك على موقع الموسوعة البريطانية (الإنجليزية)
- توم سي كلارك على موقع مونزينجر (الألمانية)
- توم سي كلارك على موقع إن إن دي بي (الإنجليزية)